# Царуване (тв сериал)
„Царуване“ (на английски: Reign) е американски исторически и драматичен сериал за ранните години на Мария Стюарт. Сериалът е създаден от Стефани Сенгрупта и Лори Маккарти. Премиерата на сериала е на 17 октомври 2013 и приключва след 4 сезона на 16 юни 2017 г.

## Сюжет
Действието в първия сезон започва през 1557 г., като Мария Стюарт, дъщеря на английския крал Джеймс V, живее в манастир във Франция. Но тя бързо се завръща в замъка, където се разбира, че тя очаква брака си с принц Франсоа, за когото е сгодена от шестгодишна възраст. Мария трябва да се справи с политическите игри и борбата за власт, както и с бурните си чувства към Франсоа. Майката на Франсоа, Катерина де Медичи, тайно се опитва да предотврати брака им след като Нострадамус споделя с кралицата, че този брак ще доведе до смъртта на Франсоа. Поредицата проследява и историята на шотландските придворни дами на Мария – Кена, Ейли, Лола и Гриър, които търсят съпрузи за себе си във френския двор.
Действието във втория сезон се развива след смъртта на крал Анри II и следва възкачването на Франсоа и Мария на трона като крал и кралица на Франция и Шотландия. Те заедно трябва да балансират брака си с ролята на монарси и да се справят с нарастващия религиозен конфликт между католици и протестанти, както и със съперниците им за трона на Франция, Бурбоните.
Действието в третия сезон се развива след влошаването на здравето на Франсоа и неговата смърт, когато оставяйки Мария вдовица. Братът на Франсоа, Шарл, е короносян за крал, но поради непълнолетието му Катерина де Медичи е негов регент. Третият сезон ни запознава и с английската кралица Елизабет I.
В четвъртия и последен сезон Мария Стюарт се завръща в Шотландия и се опитва да възвърне властта в страната си. Там тя среща съюзници в лицето на нейния полубрат Джеймс и лорд Ботуел, както и врагове като протестантския проповедник Джон Нокс. Напрежението между Мария и Елизабет нараства, когато Мария се омъжва за лорд Дарнли, английски католик и претендент за трона на Англия. Във Франция Катерина де Медичи трябва да защити сина си Шарл от амбициите на дъщеря си – испанската кралица Елизабет, и на по-малкия си син Анри.

## Актьорски състав
- Аделайда Кейн като Мария Стюарт
- Меган Фолоус като Катерина де Медичи,
- Селина Синден като Гриър от Киндрос
- Тоби Регбо като Франсоа
- Торънс Кумбс като Себастиан „Баш“ де Поатие
- Ана Попълуел като Лола
- Кейтлин Стейси като Кена
- Алан Ван Шпранг като Анри II
- Дженеса Грант като Ейли
- Джонатан Келц като Лейт Байард
- Крейг Паркър като Стефан Нарцис
- Роуз Уилямс като Клод дьо Валоа
- Шон Тийл като Луи, принц на Конде
- Рейчъл Скарстен като Елизабет I
- Бен Геренс като Гидиън Блекбърн
- Чарли Карик като Робърт Дъдли
- Дан Жанот като Джеймс Стюарт
- Джонатан Год като Джон Нокс
- Уил Кемп като Хенри Стюарт, лорд Дарнли